# Robert Lo-Looz
Robert Lo-Looz, (Pays de Liège, 1730 - 1780) fue un caballero de la Orden de San Luis, militar y táctico.
"Formado el terraplén". Julio César: "aggere iacto". Los materiales del terraplén, no solo eran terronas, sino también piedras, leña y todo género de fagina: "dictus agger, quod aggerebant terram, lapides, ligna". Sobre él levantaban las torres que ordinariamente fabricaban de madera; y a veces su altura era de 120 codos. Sobre la verdadera inteligencia de "agger, vallus, crates, vineas", los militares, los ingenieros y demás tácticos bien tienen que estudiar en Guischardt, Lo-Looz, Folard y otros modernos; no solo en César, Vitrubio y Vegecio. (cita sacada de la obra Los Comentarios de Cayo Julio César), Madrid: Pedro Julián impresor de Cámara de S.M., 1798; por Joseph Gaya Muniain (presbítero)

## Biografía
El caballero Robert Lo-Looz hizo sus primeras acciones en la milicia al servicio de Suecia, donde llegó al grado de coronel; pasó posteriormente al servicio de Francia y fijó su residencia en este país a pesar de los ofrecimientos de otras potencias europeas.
Robert fue herido gravemente en el sitio de Berg-op-Zoom y fue casi enterrado con gran parte de su destacamento por una mina explosiva en el camino cubierto de Maastricht, donde perdió tres cuartas parte de sus hombres.
Robert fue nuevamente herido en la expedición de Ham, Westfalia, y recibió la Cruz de San Luis en el sitio de Meppen, ciudad de Alemania, en el Círculo de Westfalia, reino de Hanover, gobierno de Osnabruck.
Terminada la guerra de los siete años, se dedicó a realizar eruditas investigaciones sobre la táctica de los antiguos y de los modernos, más los disgustos que tuvo en este campo del saber, le hicieron renunciar a toda idea de ser distinguido en el arte de la guerra y dedicó todo su entendimiento al estudio de la filosofía.
Robert tuvo polémicas como táctico al defender el orden profundo propugnado por Jean-Charles de Folard, contra los partidarios del orden delgado o extenso, como con Karl Gottlieb Guischardt quien le respondió con otra obra.
En una de sus obras habla de un instrumento llamado "heliopt" inventado por Sornay para dar astronómicamente la longitud en mar, el sol, meridiano, contra el sentimiento de Joseph Lalande y en otra obra sobre el magnetismo universal, "sulle influenze celesti del magnestismo universale".

## Obras
- Recherches sur les influences solaires et lunaires pou prouver le magnétisme universel, Londres: Chez Couturier, 1788. (reeditada en el 2009; Kessing. Publis.)
- Sur deux moyens deduits de faits historiques et d'analogies physiques pour...., 1788, en 8.º.
- Recherches d'antiquités militaires avec une défense du chevalier de Folard, Bovillon, 1776, en 8.º. (reeditada en el 2009; Kessing. Publis.)
- Les militaires an-delà du Cange, La Haya, 1770, 2 vols, en 8.º
- Recherches sur l'art militaire, La Haya, 1767, en 8.º.
- Otras